# Motor Chevrolet VHC
O Motor VHC (do inglês Very High Compression, traduzido para o Português brasileiro - compressão muito alta) foi um motor de 4 cilindros, 1.0L, 8 válvulas, dianteiro, transversal, aspiração natural, fabricado pela Chevrolet a partir de 2003 e utilizado inicialmente no Chevrolet Celta.

## História
Em 2003, a Chevrolet decidiu atualizar seu antigo motor utilizado no Chevrolet Celta e no Chevrolet Corsa. Era um motor 1.0 MPFI de 60 cv de potência e 8,3 kgfm de torque à gasolina. Como estratégia mecânica, a Chevrolet aumentou a taxa de compressão de 9,4:1 para 12,6:1, elevando a potência para 70 cv e 8,8 kgfm.

## Características
- Diâmetro dos pistões: 71 mm
- Curso dos pistões: 62,9 mm
- Cilindrada: 999 cm³
- Potência: 70 cv a 6400 rpm
- Torque: 8,8 kgfm a 3000 rpm
- Taxa de compressão: 12,6:1
- Comando de válvulas: simples no cabeçote por correia dentada
- Injeção eletrônica multiponto

## Utilização
O motor Chevrolet 1.0 de alta taxa de compressão foi amplamente utilizado no Chevrolet Celta, Chevrolet Corsa, Chevrolet Corsa Sedan, Chevrolet Classic, Chevrolet Prisma e Chevrolet Onix.
Por mais que a sigla VHC não seja utilizada nos dias de hoje, os atuais motores 1.0L da Chevrolet utilizados no Chevrolet Onix e Chevrolet Prisma compartilham as mesmas dimensões e especificações do VHC. Sendo assim, esses motores podem ser considerados evolução do VHC.

## VHC Flex
A partir de 2006, a Chevrolet lançou no mercado brasileiro a versão bicombustível do VHC, atendendo ao público e às tendências de época.

## VHC-E
Em janeiro de 2009, a Chevrolet apresentou o VHC-E (O "E" a mais na sigla se refere à "econômico, energético e ecológico"), atendendo a nova resolução do Conselho Nacional do Meio Ambiente (Conama 315/02), que entrou em vigor no mesmo ano.
A nova motorização propiciou um aumento da potência de 70 cv (gasolina) e 72 cv (álcool), para respectivamente, 77 cv (gasolina) e 78 cv (álcool). Os torques passaram de 8,8 kgfm (gasolina) e 9,0 kgfm (álcool), para 9,5 kgfm (gasolina) e 9,7 kgfm (álcool).
Além do novo motor, o VHC recebeu também o novo controle de aceleração eletrônico. A autonomia do modelo passou a ser de ótimos 1.000 quilômetros, conforme a Chevrolet, fazendo 17,8 km/l na estrada, com gasolina.